# زخم زاوي مطلق
في علم الأرصاد الجوية, يشير مصطلحالزخم الزاوي المطلق إلى الزخم الزاوي في أي نظام إحداثي «مطلق» (الزمن المطلق والمسافة المطلقة).

## مقدمة
يساوي الزخم الزاوي L حاصل ضرب اتجاهي لموقع (متجه) r جسيم ما (أو كميات ضئيلة من الموائع) في زخم الحركة الخطية المطلقة له p, وهو ما يعادل mv, أي حاصل ضرب كتلة الجسم في سرعته. رياضيًا،
{\displaystyle \mathbf {L} =\mathbf {r} \times m\mathbf {v} }

## التعريف
يساوي الزخم الزاوي المطلق حاصل جمع الزخم الزاوي لجسيم ما أو كميات ضئيلة من الموائع في نظام إحداثي نسبي والزخم الزاوي لهذا النظام الإحداثي النسبي.
وعادةً ما يشير خبراء الأرصاد الجوية لمكونات المتجهات الثلاثة الخاصة بالسرعة بما يلي: v = (u, v, w) (شرق وشمال وإلى أعلى). وحجم الزخم الزاوي المطلق L لكل وحدة كتلة m
{\displaystyle \left|{\frac {\mathbf {L} }{m}}\right|=M=ur\cos(\phi )+\Omega r^{2}\cos ^{2}(\phi )}
حيث
- M يرمز إلى الزخم الزاوي المطلق لكل وحدة كتلة من الكميات الضئيلة من الموائع (في m2s)
- r يرمز إلى المسافة من مركز الأرض إلى جزيء الموائع (في m)
- u يرمز إلى المكون الشرقي لسرعة الكميات الضئيلة من الموائع بالنسبة للأرض (في ms)
- φ يرمز إلى العرض الجغرافي (في rad)
- Ω يرمز إلى المعدل الخطي لـدوران الأرض (في rads , عادةً ما يساوي 2 π راديان1 sidereal day ≈ 72.921150 × 10-6 rads ).

يرمز المصطلح الأول إلى الزخم الزاوي لكمية ضئيلة من جسم ما بالنسبة لسطح الأرض، والذي يعتمد اعتمادًا كبيرًا على الطقس. في حين يرمز المصطلح الثاني إلى الزخم الزاوي للأرض نفسها عند عرض جغرافي معين (وبخاصة عند نقطة ثباتها على الأقل في فترات زمنية غير جيولوجية).

## التطبيقات
في طبقة التروبوسفير الضحلة من الأرض، يمكن للمرء تقريب النسبة r≈a, وتكون المسافة بين الكميات الضئيلة للموائع وبين مركز الأرض مساوية تقريبًا لمتوسط نصف قطر الأرض:
{\displaystyle M\approx ua\cos(\phi )+\Omega a^{2}\cos ^{2}(\phi )}
حيث
- a ترمز إلى نصف قطر الأرض (في m, عادةً ما تساوي 6.371009 Mm)
- M يرمز إلى الزخم الزاوي المطلق لكل وحدة كتلة من الكميات الضئيلة من الموائع (في m2s)
- u يرمز إلى المكون الشرقي لسرعة الكميات الضئيلة من الموائع بالنسبة للأرض (في ms)
- φ يرمز إلى العرض الجغرافي (في rad)
- Ω يرمز إلى المعدل الخطي لـدوران الأرض (في rads , عادةً ما يساوي 2 π راديان1 sidereal day ≈ 72.921150 × 10-6 rads ).

في القطب الشمالي والجنوبي (العرض الجغرافي φ=±90°=π2rad), لا يتواجد زخم زاوي مطلق (M=0 m2s  حيث إن cos(±90°)=0). إذا كانت هناك كميات ضئيلة من الموائع لا تتعرض لسرعة الرياح الشرقية (u0=0ms) الناشئة عن خط الاستواء تساوي (φ=0 rad فإن cos(φ)= cos(0 rad) = 1) تحتفظ بزخمها الزاوي (M0 =M) حيث إنها تتحرك باتجاه القطب، وبالتالي تزداد سرعة الرياح الشرقية المارة عليها بشكل كبير: u0 a cos(φ0) + Ω a2 cos2(φ0) = u a cos(φ) + Ω a2 cos2(φ). وبعد إجراء تلك التبديلات، يكون الناتج Ω a2 = u a cos(φ) + Ω a2 cos2(φ), أو بعد زيادة تبسيط المعادلة،  Ω a(1-cos2(φ)) = u cos(φ). فإن حل u يعطي ناتج  Ω a(1cos(φ) - cos(φ)) = u. وإذا كان φ = 15° (cos(φ)=1+√32√2), فإن  72.921150 × 10-6 rads × 6.371009 Mm ×(2√21+√3 - 1+√32√2) ≈ 32.2ms ≈ u.
يتسبب تدرج الضغط الجوي المناطقي وإجهادات الدوامات في حدوث عزم الدوران الذي بدوره يعمل على تغيير الزخم الزاوي المطلق لكميات الموائع الضئيلة.